# Martin Bělík
Ing. Martin Bělík (* 12. září 1967 Sokolov) je československý basketbalista a dvojnásobný vicemistr Československa (1990, 1991).
V československé basketbalové lize hrál za Sparta Praha (1989-1992, 3 sezóny), se kterou získal dvě stříbrné medaile za druhá místa v československé lize letech 1990, 1991 a páté místo v roce 1992. Poté odjel hrát basketbal do Německa (Hamburg).
S týmem Sparta Praha se zúčastnil jednoho ročníku Poháru vítězů pohárů v basketbalu mužů v ročníku 1991-1992, zaznamenal 14 bodů ve 2 zápasech.   
Po skončení basketbalové kariéry se věnuje podnikatelské činnosti.

## Hráčská kariéra

### Kluby
- 1989-1992 Sparta Praha – 2x vicemistr (1990, 1991), 5. místo (1992)
  - Československá basketbalová liga celkem 3 sezóny (1989-1992) a 519 bodů

### FIBA Evropské basketbalové poháry klubů
- Sparta Praha
- Pohár vítězů pohárů v basketbalu mužů
  - 1991/92 vyřazení ve 2. kole řeckým Panionios Atheny rozdílem 14 bodů ve skóre
  - Martin Bělík celkem 14 bodů ve 2 zápasech FIBA evropských pohárů klubů